# Scheepvaartkwartier
Le Scheepvaartkwartier, en français le Quartier maritime, nommé aussi Nieuwe Werk (« Nouveaux Travaux »), est un quartier de l'arrondissement de Rotterdam-Centre. Le projet est conçu en 1840 par l'architecte néerlandais Willem Nicolaas Rose.
Le Scheepvaartkwartier est un quartier dont le style architectural est protégé. Abritant 98 des 500 bâtiments classés de Rotterdam, il détient de nombreux éléments du patrimoine culturel de la ville. Son parc, Het Park, est le plus important de la ville et est dominé par la tour Euromast. Ses berges accueillent de nombreux départs de ferrys et navettes fluviales.

## Localisation et géographie
Le quartier est bordé au nord par une large digue, la Westzeedijk ; à l'est par l'ancien port Zalmhaven, désormais comblé, et la rue Zalmstraat ; au sud par trois avenues qui longent la Nouvelle Meuse, Willemskade, Westerkade et Parkkade, enfin à l'ouest, par le port Parkhaven et l'avenue Parkhaven.

## Histoire
Le Quartier maritime est conçu vers 1840 par l'architecte de la ville, Willem Nicolaas Rose. Cette nouvelle zone urbaine est nommée Nieuwe Werk (en français les « Nouveaux Travaux »). À partir de 1848, le terminal de ferry s'ajoute et devient emblématique de cette zone. Initialement, le Westerhaven en faisait également partie, puis il est comblé en 1910. Dans ce quartier s'installent au XIXe siècle, sur l'avenue Parklaan, plusieurs familles de la bourgeoisie rotterdamoise, comme le négociant et mécène du musée Musée Boijmans Van Beuningen, Daniël George van Beuningen (1877-1955) ou le banquier Marten Mees (nl) (1828-1917).
Le quartier est pratiquement épargné par le bombardement de Rotterdam en mai 1940. Seule la partie la plus orientale du quartier, à côté du port Leuvehaven et de la place Willemsplein, est détruite.
Le Quartier maritime est complété, en 1991, par la construction du pont Érasme. Plusieurs restaurants étoilés, Parkheuvel, Zeezout, et La Stanza, y sont installés.

## Galerie

Scheepvaart
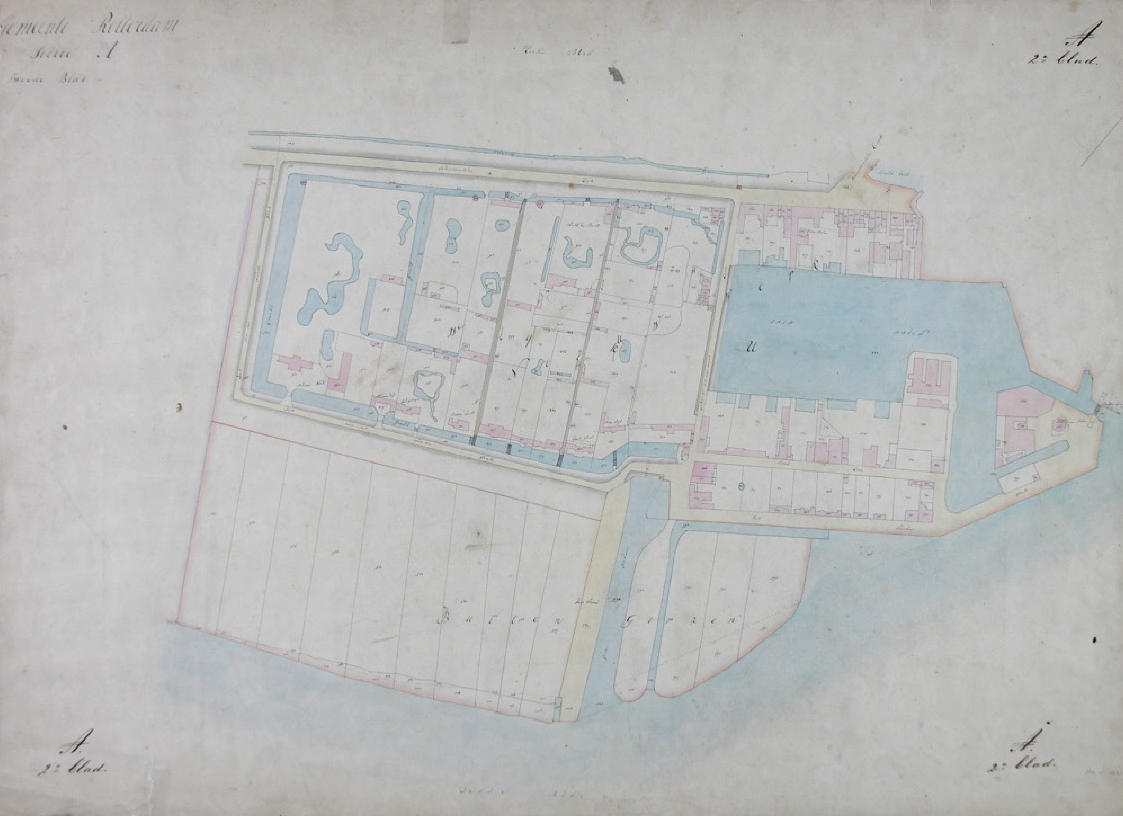
Carte cadastrale du quartier Nieuwe Werk vers 1827.
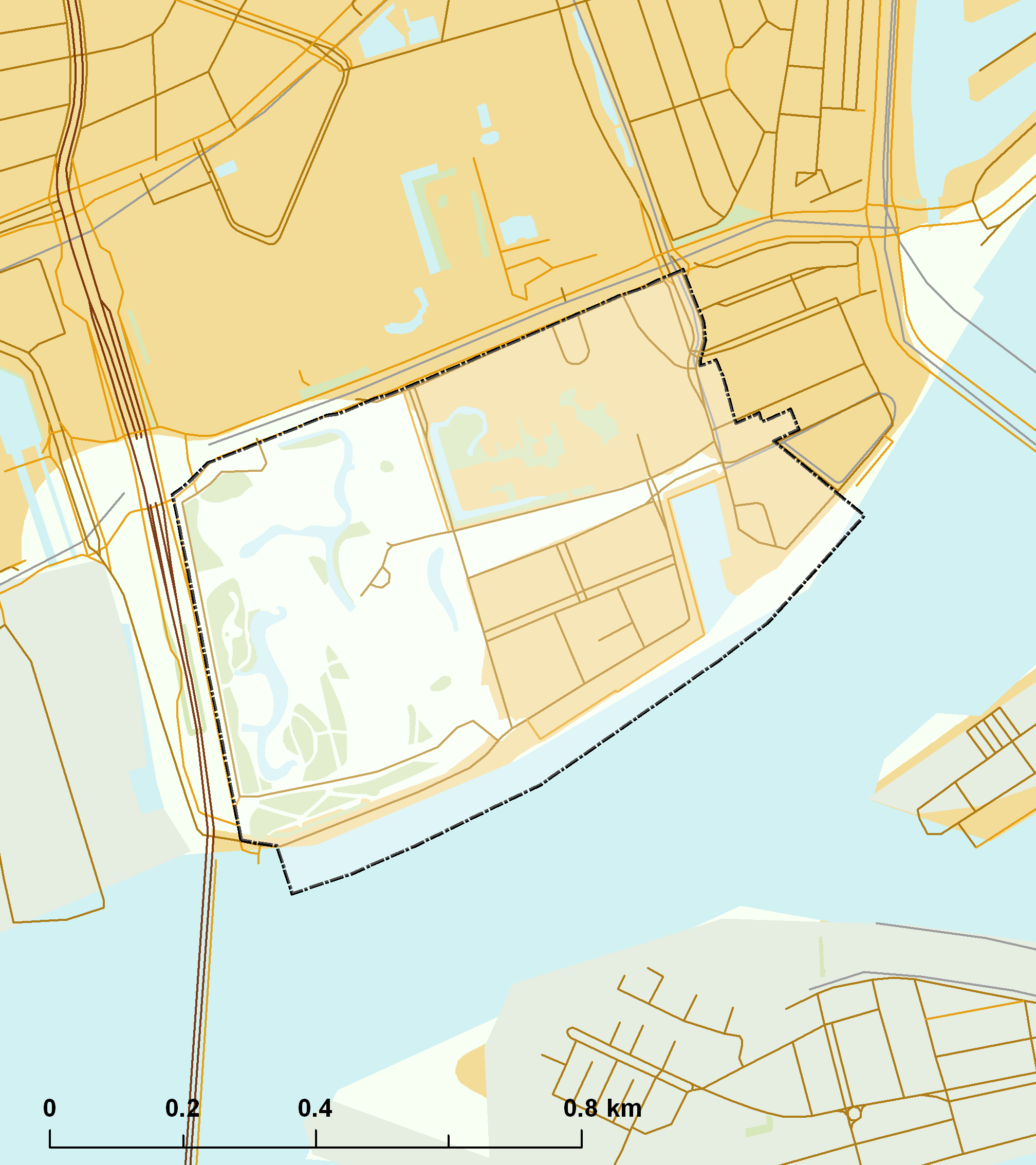
Plan actuel.
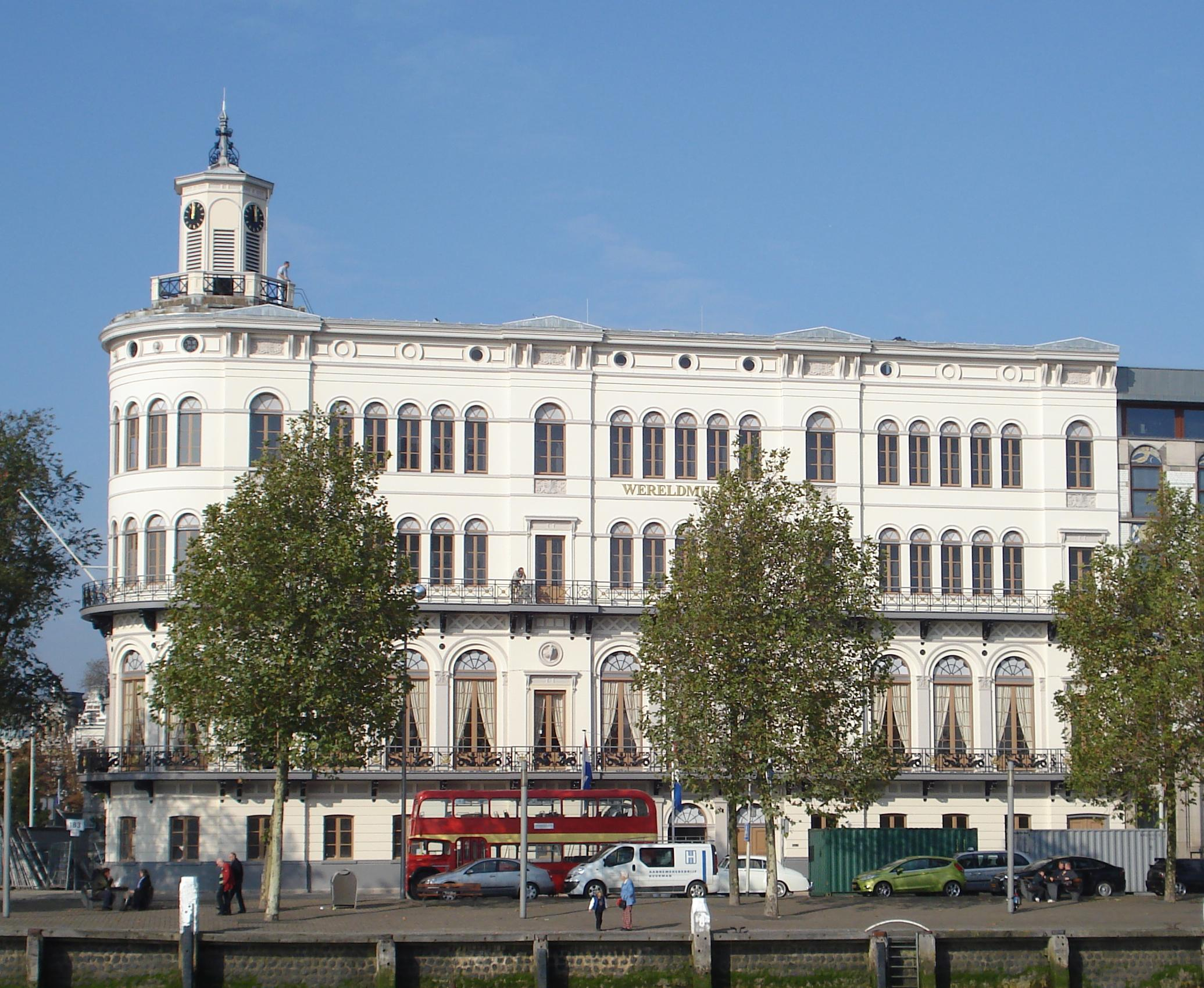
Musée ethnographique
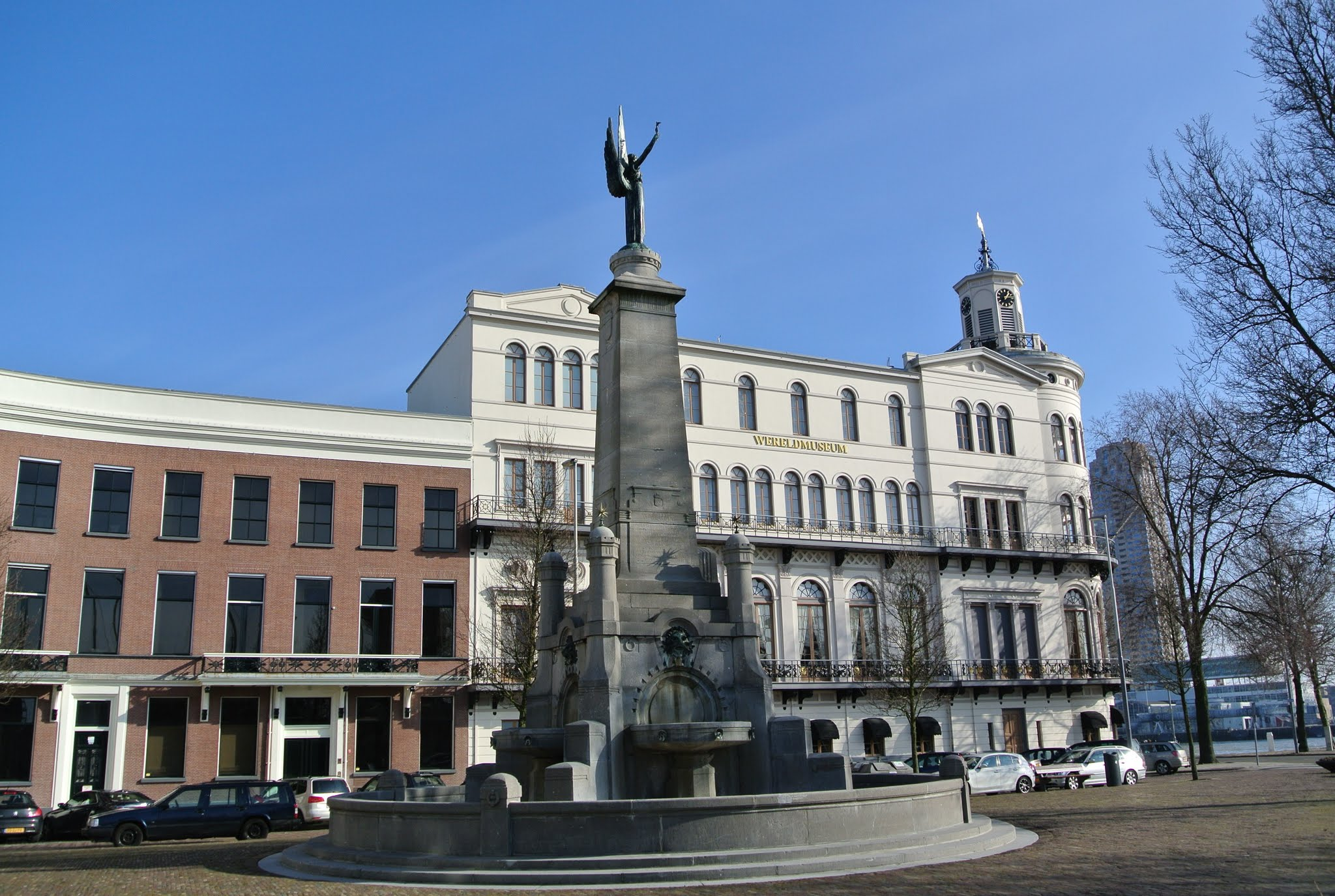
Monument en honneur de Caland, devant le musée ethnographique
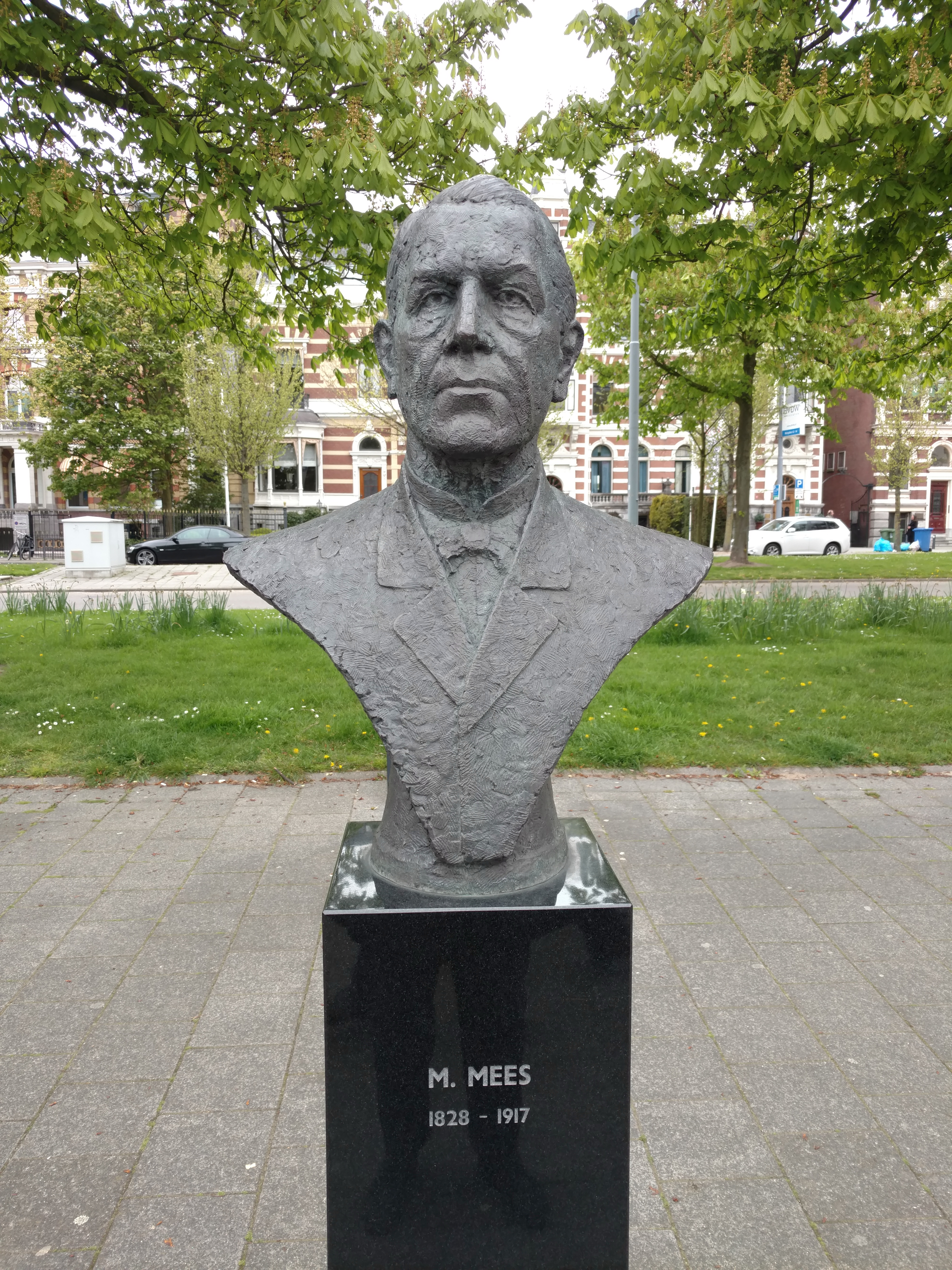
Buste de Marten Mees, Westplein

## Monuments historiques, statues et art urbain

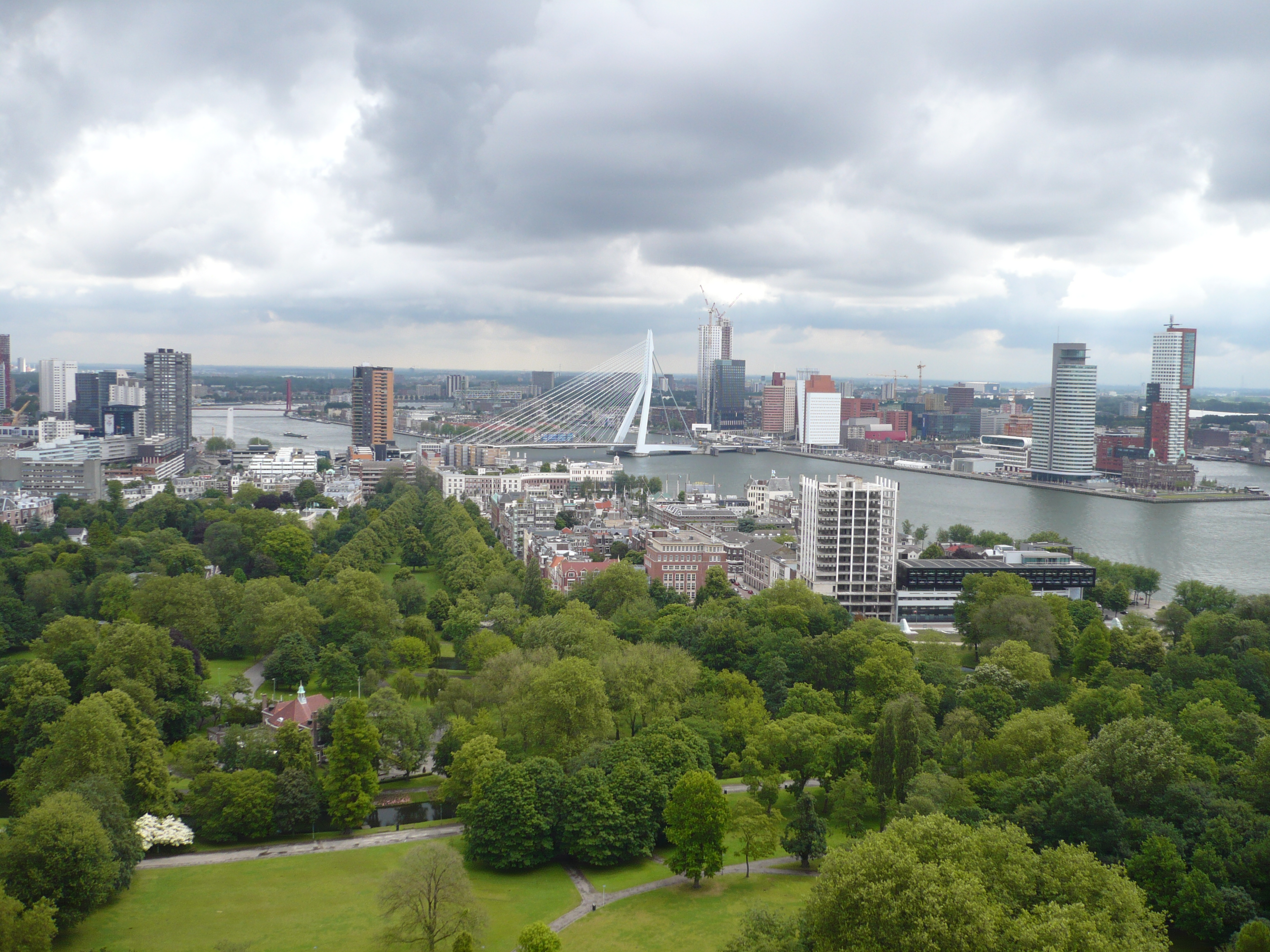
Le Parc et le quartier maritime vus de la tour Euromast.

Le quartier dispose de nombreux monuments historiques, ainsi que d'un grand nombre de sculptures et de monuments extérieurs, tels que ceux du terminal de ferry de Jamin, Van Rijckevorsel, Mees, Van Beuningen, Van Hoboken et Caland. Sur le Westerkade, plusieurs statues évoquent des personnages historiques : sur le Westerkade, les statues du tsar Pierre le Grand qui séjourna aux Pays-Bas lors de son voyage en occident, et de l'architecte Rose, enfin, sur Parklaan, de la reine Wilhelmine.
Une partie de la zone est classée paysage urbain protégé, à savoir :
- le parc municipal Het Park, datant du XIXe siècle,
- le Muizenpolder, le reste de l'ancien domaine, avec des vergers, des jardins historiques Schoonoord
- la zone autour du terminal de ferrys, au sud du rond-point.

Sur la Veerkade, le monument Calandmonument, édifié dans les années 1900, témoigne de l’importance des projets de l'ingénieur Pieter Caland pour le développement maritime et portuaire de Rotterdam.
Enfin, les édifices blancs monumentaux, certains de style colonial, sur le Westerkade, datent de 1865.

## Vie culturelle et sociale
Le musée ethnographique Wereldmuseum (« musée du monde »), ouvert en 1885 dans l'ancien Cercle nautique royal de Rotterdam, possède une grande collection de tissus ikat indonésiens, de bois sculptés de Nouvelle-Guinée, des objets de Chine, du Tibet et d'art précolombien. Le musée possède plusieurs Bodhisattvas, notamment une tête de l'époque T'ang.
Un second musée, le musée des Impôts et Douanes, est proche.
Les bateaux de croisière accostent sur les quais de la Nouvelle Meuse, pour permettre aux touristes de visiter le port ou les environs : le Spido (croisières touristiques de durée courte) et les Waterbus (transports en commun pour piétons et vélos).
Le complexe d'entrepôts Westelijk Handelsterrein a été entièrement restauré.

## Galerie

Scheepvaart
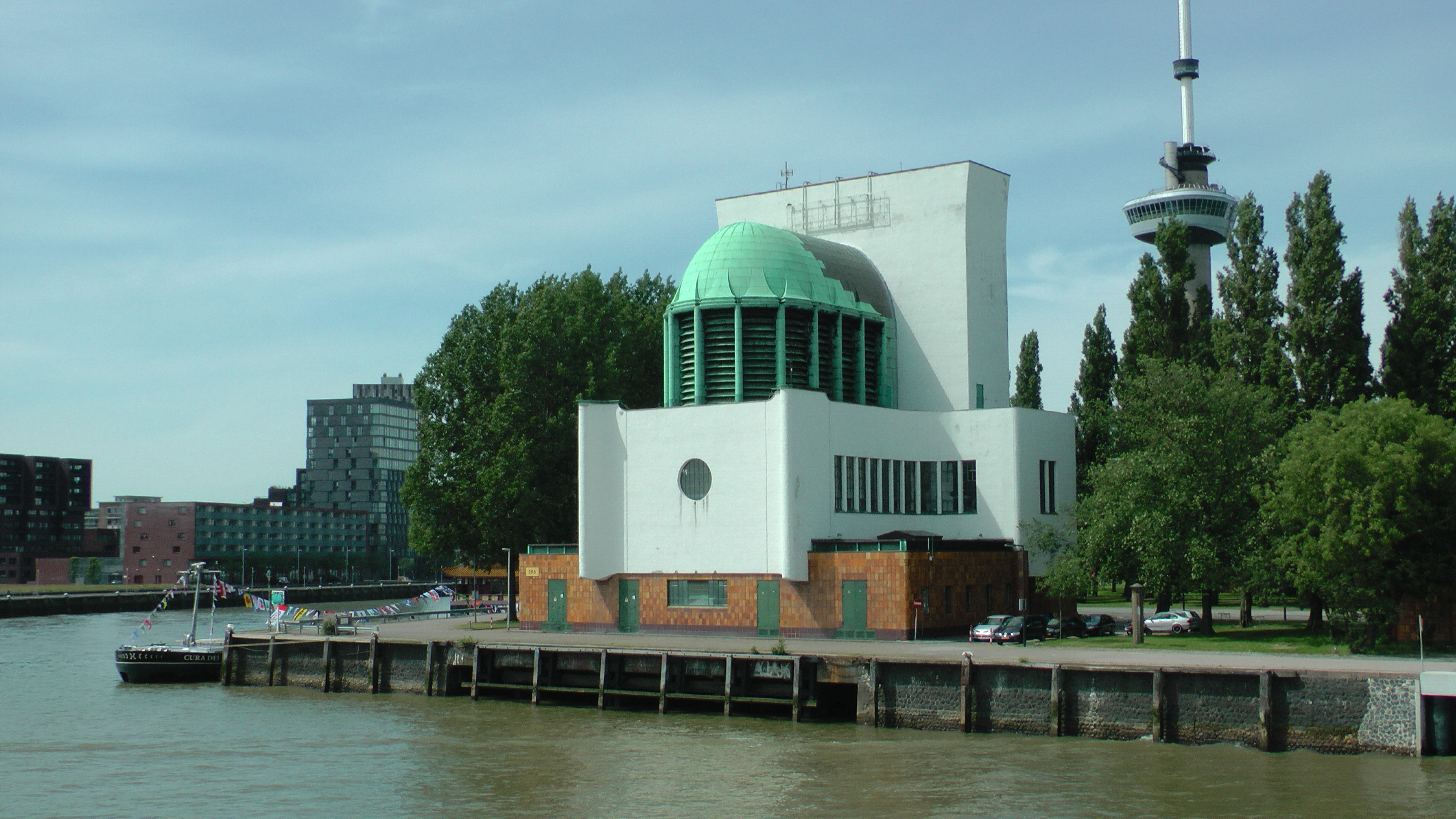
Parkkade, et en arrière-plan la tour Euromast.
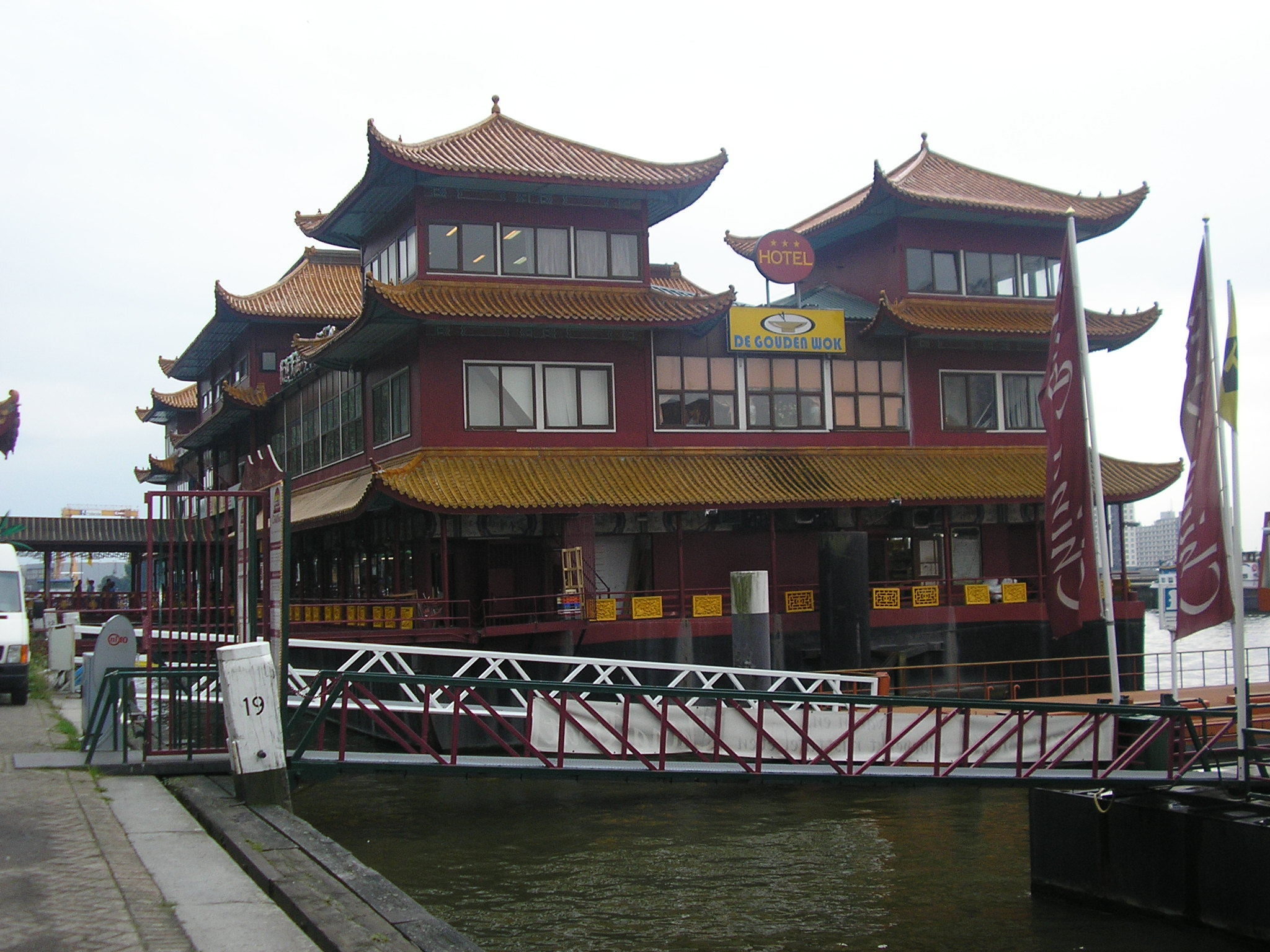
Restaurant et magasin chinois sur Parkhaven.
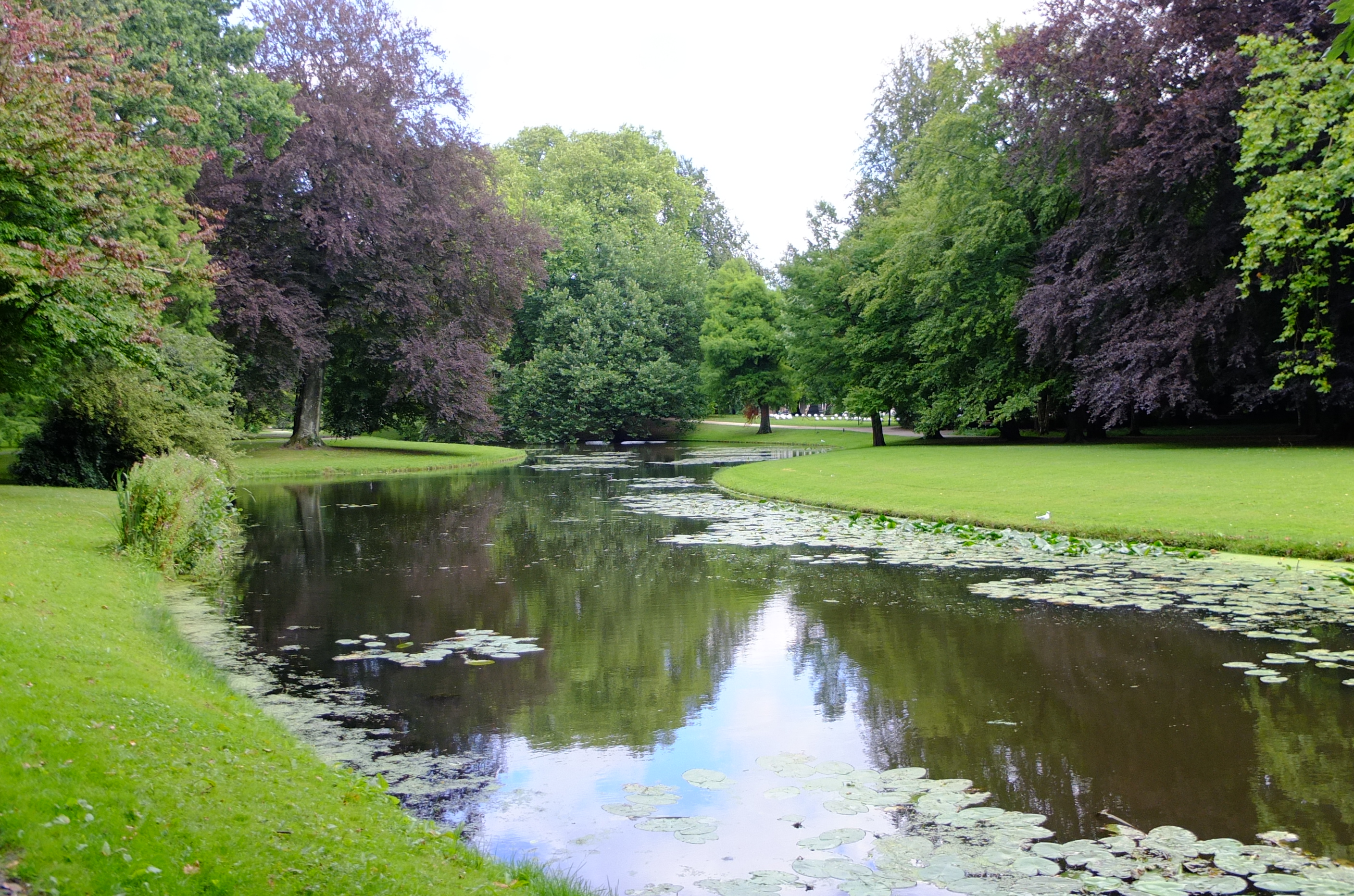
Parc.
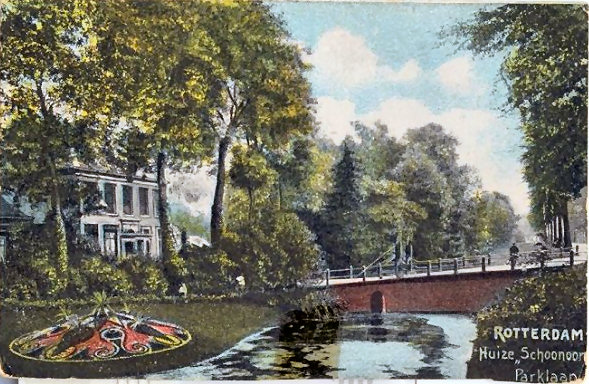
L'ancien Huize Schoonoord sur Parklaan. Le jardin est depuis 1973 en libre accès.
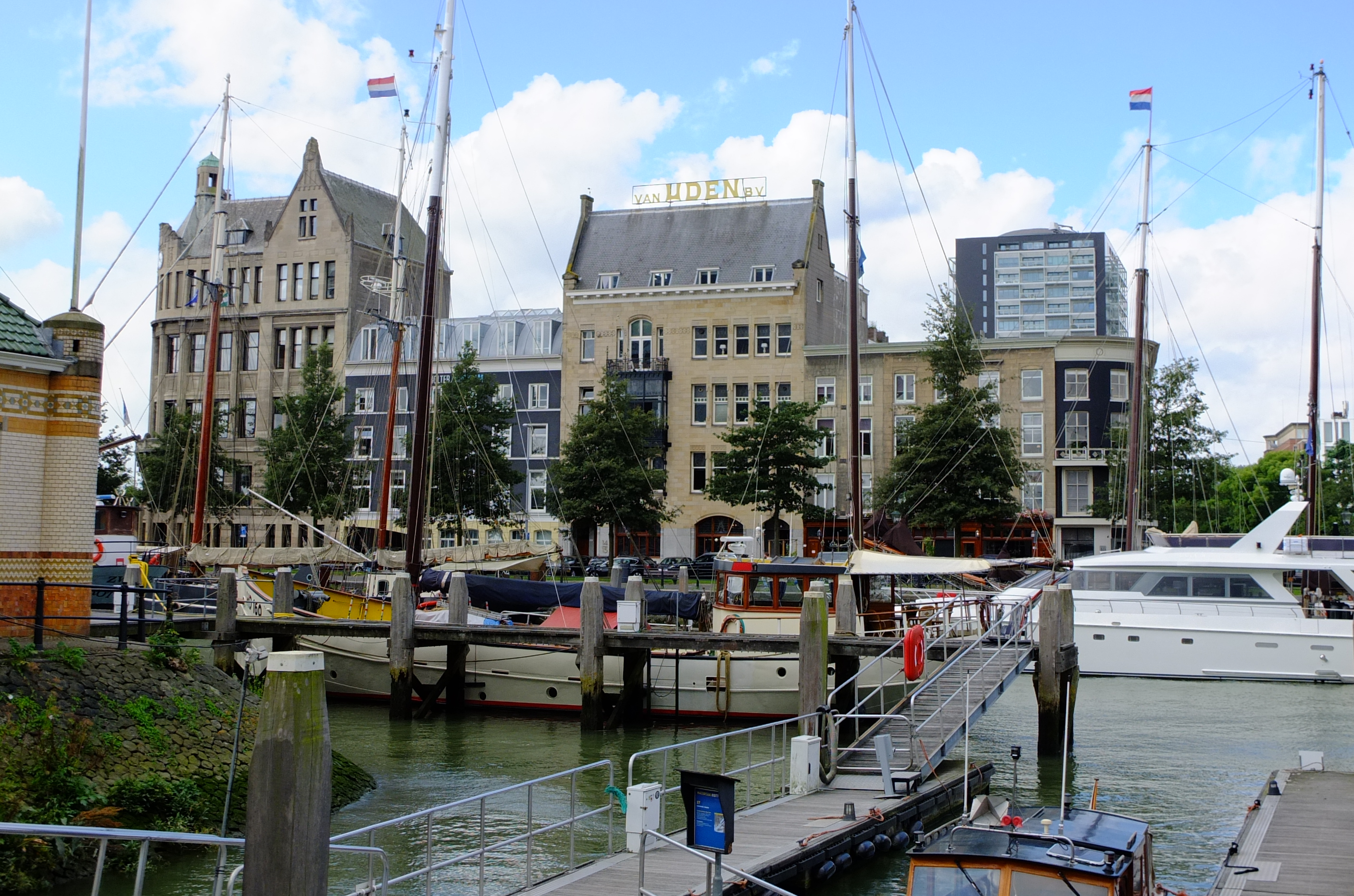
Terminal de ferry avec en arrière-plan Westerkadehuis et Van Uden.